# The Struts
Die Struts sind eine englische Rockband aus Derby.

## Bandgeschichte
Kopf des Quartetts ist Luke Spiller. Aufgewachsen ist er in Südwestengland. Schon als Kind war er begeistert von Bühnenpersönlichkeiten wie Michael Jackson, Freddie Mercury und Mick Jagger und arbeitete an einer eigenen Bühnenkarriere als Musiker. 2012 gründete er in Derby mit dem Gitarristen Adam Slack, dem Bassisten Jed Elliott und dem Schlagzeuger Gethin Davies die Band The Struts und machte sich durch regelmäßige Auftritte einen Namen. 2014 wurde Mike Oldfield schließlich auf ihn aufmerksam, als er Gastsänger für sein Album Man on the Rocks suchte. Statt nur eines Songs durfte Spiller dann sogar das komplette Album einsingen. Anschließend wurden die Struts als Vorgruppe von Black Sabbath bei ihrem Hyde-Park-Konzert engagiert.
Die dadurch gewonnene Popularität kam ihnen bei ihrem Debütalbum Everybody Wants zugute, mit dem sie es auf Anhieb in die britischen Charts schafften. Es zog sie aber weiter in die Vereinigten Staaten. Sie zogen 2015 nach Los Angeles um, traten im US-Fernsehen auf und gingen im Frühjahr 2016 auf Tour durch die Staaten. Danach veröffentlichten sie das Album auch in Nordamerika und kamen auch in die US-Albumcharts. Mit Could Have Been Me und Kiss This hatten sie zudem zwei Top-10-Hits in den US-Alternative-Charts und waren auch in den Rock-Charts erfolgreich. Sie wurden als Opening Act für Guns n’ Roses, die Rolling Stones und die Foo Fighters engagiert und veröffentlichten weitere Songs wie One Night Only und Body Talks mit Kesha, die in den USA erneut in die Rock- und Alternative-Charts kamen. Für Oktober 2018 kündigten sie ihr zweites Album Young & Dangerous an. Sie gingen auf ihre Body Talks-Tour mit den Bands Spirit Animal und White Reaper. Zudem brachten sie zusammen mit der US-Singer/Songwriterin Kesha einen Remix ihrer Single "Body Talks" heraus. Ihr 2. Album "Young & Dangerous" erschien am 26. Oktober 2018. 2019 war die Band auf Tour in den USA, anschließend im Herbst im Vereinigten Königreich und in Europa. Kyle Falconer von The View, ein sehr guter Freund der Band und von Luke persönlich, begleitete die Band dabei im UK und in Europa als Support Act. 2020 plant die Band neue Songs zu veröffentlichen. Laut Luke überlegt man, sie dieses Mal nicht mehr als reguläres Album herauszubringen, sondern als einzelne, von Videos begleitete Songs.
Am 16. Oktober brachten sie schließlich ihr drittes Studio-Album Strange Days heraus, das sie nach eigenen Angaben in nur zehn Tagen im COVID-19-bedingten Lockdown in Los Angeles aufnahmen. Auf dem Album befinden sich mehrere Features, wie zum Beispiel der gleichnamige Song Strange Days mit Robbie Williams und I hate how much I want you mit Phil Collen und Joe Elliott von Def Leppard.
Am 3. November 2023 veröffentlichte die Band ihr viertes Album Pretty Vicious.

## Mitglieder

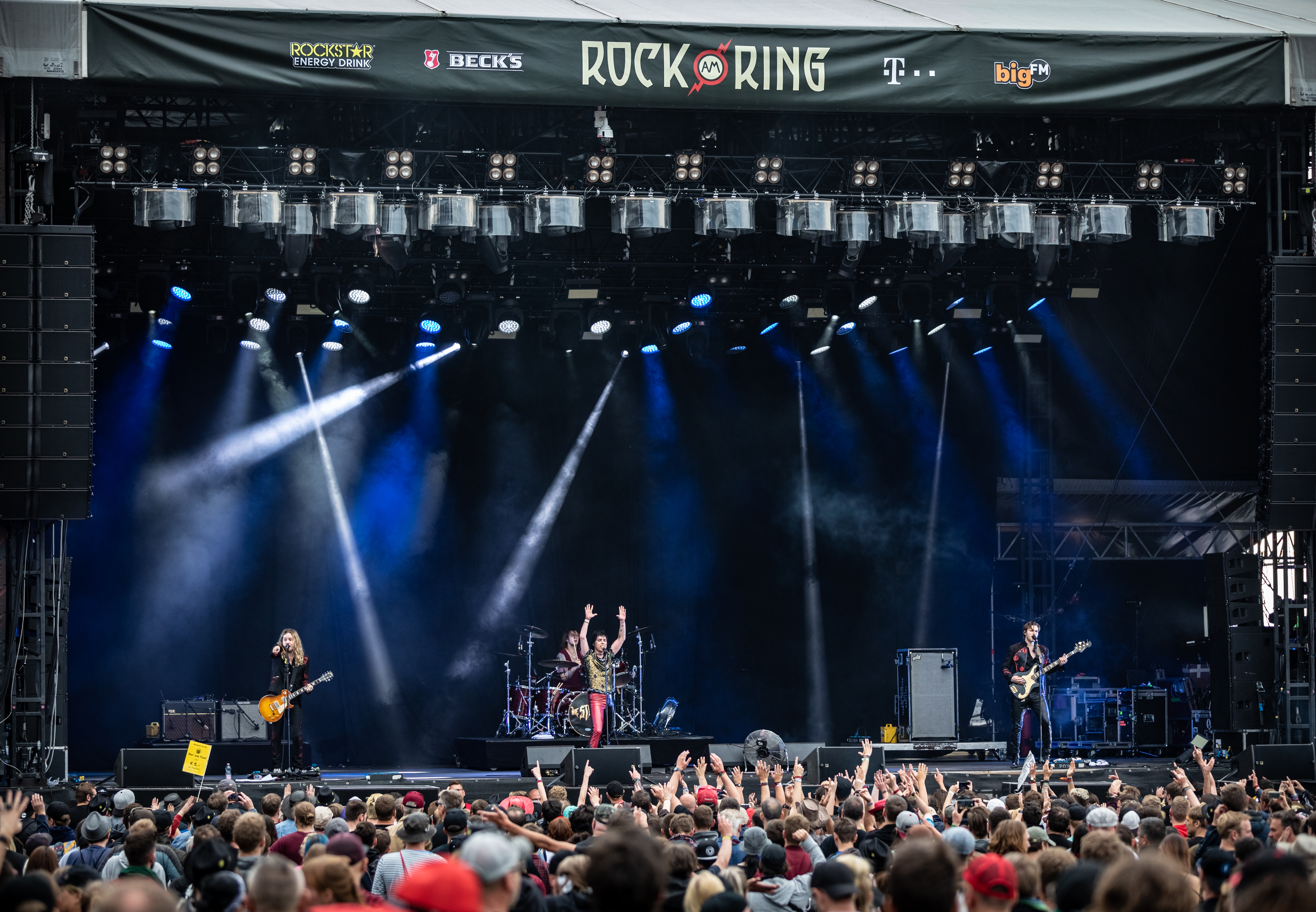
The Struts live bei Rock am Ring 2019

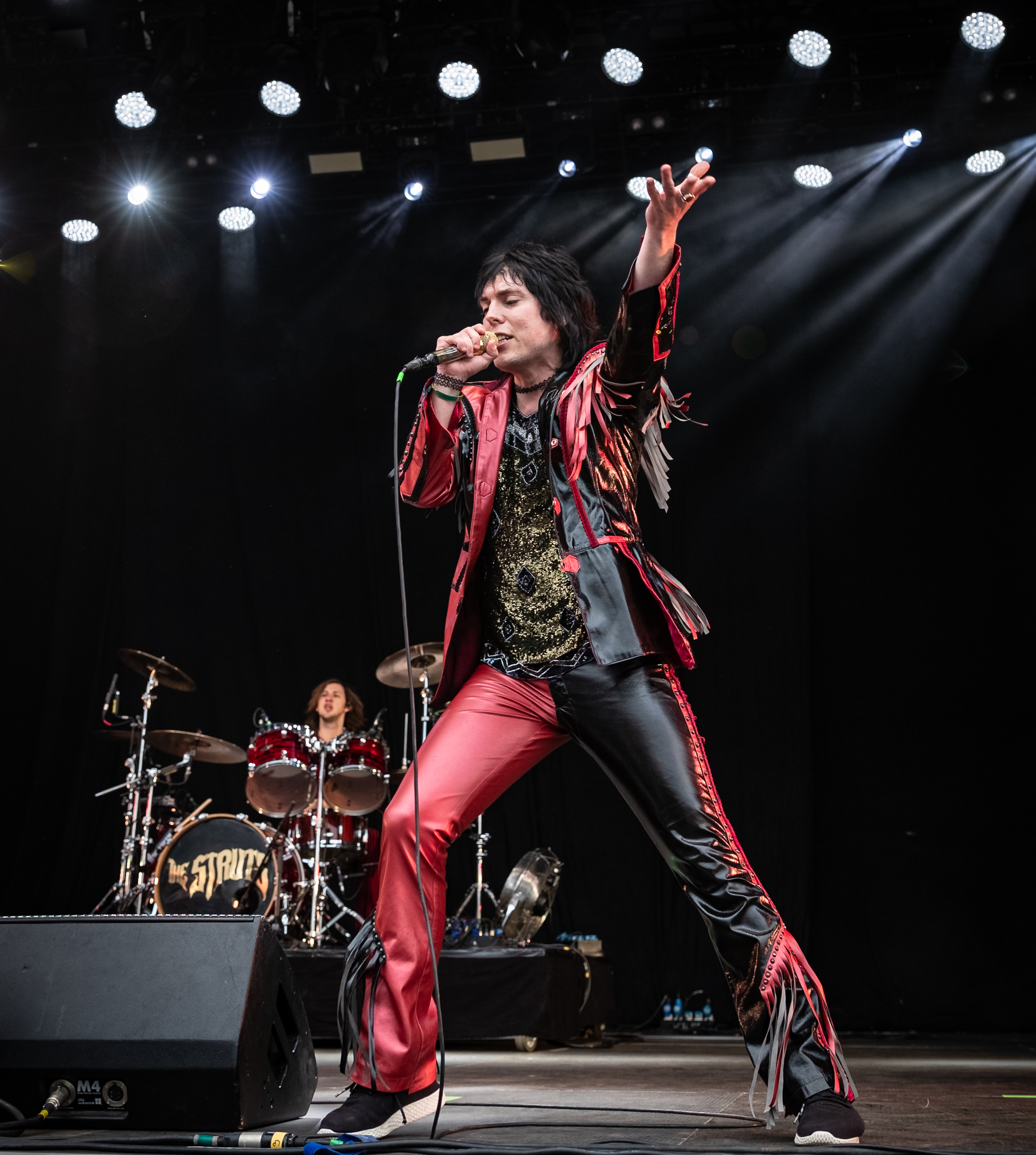
Luke Spiller mit "The Struts" live bei Rock am Ring 2019

- Luke Spiller, Sänger
- Adam Slack, Gitarrist
- Jed Elliott, Bassist
- Gethin Davis, Schlagzeuger

## Diskografie
Alben
- 2014: Everybody Wants
- 2018: Young & Dangerous
- 2020: Strange Days
- 2023: Pretty Vicious

EPs
- 2014: Kiss This
- 2015: Have You Heard …
- 2017: Live and Unplugged

Singles
- 2012: I Just Know
- 2013: Could Have Been Me (UK: Silber, US: Platin)
- 2014: Kiss This
- 2014: Put Your Money on Me
- 2016: Dirty Sexy Money
- 2016: Only Just a Call Away
- 2016: Put Your Hands Up
- 2017: One Night Only
- 2018: Body Talks (mit Kesha)
- 2018: Primadonna like Me
- 2018: Bulletproof Baby
- 2018: Fire (Part 1)

## Auszeichnungen für Musikverkäufe
| Goldene Schallplatte - Brasilien - 2024: für die Single Body Talks |

Anmerkung: Auszeichnungen in Ländern aus den Charttabellen bzw. Chartboxen sind in ebendiesen zu finden.
| Land/RegionAuszeichnungen für Musikverkäufe (Land/Region, Auszeichnungen, Verkäufe, Quellen) | Silber  | Gold  | Platin  | Verkäufe  | Quellen             |
| -------------------------------------------------------------------------------------------- | ------- | ----- | ------- | --------- | ------------------- |
| Brasilien (PMB)                                                                              | —       | Gold1 | —       | 20.000    | pro-musicabr.org.br |
| Vereinigte Staaten (RIAA)                                                                    | —       | —     | Platin1 | 1.000.000 | riaa.com            |
| Vereinigtes Königreich (BPI)                                                                 | Silber1 | —     | —       | 200.000   | bpi.co.uk           |
| Insgesamt                                                                                    | Silber1 | Gold1 | Platin1 |           |                     |

## Belege
1. ↑  Chartquellen: UK US
2. 1 2 3 4  HOME IS WHERE I CHARGE MY PHONE – THE STRUTS – INTERVIEW WITH LUKE SPILLER. In: entertaim.net. 29. Oktober 2019, abgerufen am 29. Oktober 2019.
3. ↑   The Struts Announce Exclusive Collaboration with Kesha on Elvis Duran and the Morning Show | Elvis Duran | Elvis Duran and the Morning Show In: Elvis Duran. Abgerufen am 29. August 2018 (amerikanisches Englisch).
4. ↑   Kesha Reveals Artwork for Upcoming The Struts Collaboration 'Body Talks' In: Billboard. Abgerufen am 29. August 2018
5. ↑  Randall Colburn: The Struts announce new album, Young & Dangerous, share "Bulletproof Baby". In: Consequence of Sound. Abgerufen am 28. Oktober 2019.
6. ↑  Josephine Maria Bayer: Wir sind harte Rockstars! Lol. In: laut.de. 17. November 2023, abgerufen am 25. September 2024.